# الأوداية
الأوداية هي قرية وجماعة قروية تقع في عمالة مراكش بجهة مراكش آسفي، المغرب، نشأة سنة 1960م وبلغ عدد سكانها 33.767 نسمة حسب الإحصاء العام للسكان والسكنى لسنة 2014
.
المناخ : متوسط التساقطات 230ملم، الحرارة مرتفعة صيفا.